# 302e brigade de missiles antiaériens
Pour les articles homonymes, voir 302e brigade.
La 302e brigade de missiles antiaériens (en ukrainien : 3302-й зенітний ракетний Харківський полк,  numéro d'unité militaire A1215) est une brigade de missiles antiaériens du Commandement aérien Est.

## Historique
En janvier 1992, la 148e brigade de missiles anti-aériens soviétique sous juridiction ukrainienne et en 2014 est inclus le 3020e groupe de divisions qui comprenait six divisions de missiles : 3011e, 3012e, 3013e, 3021e, 3022e et 3023e dans la brigade. Le décembre 2002 elle devient la 302e.
Le 23 août 2021 par décret présidentiel elle prend de nom de Kharkov et Pour le Courage et la Bravoure.

## Équipement
De S-300PT.